# H. Guy Hunt
Harold Guy Hunt (Holly Pond, 17 giugno 1933 – Birmingham, 30 gennaio 2009) è stato un politico statunitense, Governatore dell'Alabama dal 1987 al 1993.